# Lorsica
Lorsica là một đô thị ở tỉnh Genova thuộc vùng Liguria, nằm ở vị trí cách khoảng 30 km về phía đông của Genova. Tại thời điểm ngày 31 tháng 12 năm 2004, đô thị này có dân số 492 người và diện tích là 17,8 km².
Đô thị Lorsica có các frazioni (đơn vị cấp dưới, chủ yếu là thôn làng) Acqua, Barbagelata, Castagnelo, Figarolo, Monteghirfo, và Verzi.
Lorsica giáp các đô thị sau: Cicagna, Favale di Malvaro, Mocònesi, Montebruno, Neirone, Orero, Rezzoaglio, Torriglia.